# Furcula aeruginosa
Furcula aeruginosa är en fjärilsart som beskrevs av Hugo Theodor Christoph 1873. Furcula aeruginosa ingår i släktet Furcula och familjen tandspinnare. Inga underarter finns listade i Catalogue of Life.